# أوتو (إله)
أوتو ويسمى بالسومرية أود وبالبابلية والآشورية شمش، وهو إله الشمس بحسب الأساطير السومرية وهو ابن إله القمر نانا و الإلهة نينغال، وهو شقيق الإله إشكور و هو توأم إنانا وارشكيغال.
أوتو بحسب الأساطير السومرية هو إله الشمس والعدل وتطبيق القانون ورب الحقيقة، ذكر هذا الإله في ملحمة جلجامش وفي العصر البابلي القديم. هو الأخ التوأم لإنانا ملكة الجنة، معابده الرئيسية كانت في سيبار ولارسا، تم الإيمان بسكونه في الشمس وأنه المسؤول عن إشراق الشمس. وقد كان زوج الإلهة شيريدا أو أيا إلهة الخصوبة والجمال وألتي كانت المسؤولة عن تخصيب المزارع من خلال شمس أوتو. وقد أنجبا ولدين هما كيتو الذي يعني الحق وميشارو الذي يعني العدالة. كان يتم خدمة معابده من قبل عذراوات من العبيد ومقابل ذلك كان يتم إعتاقهن بعد سنوات خدمتهن. تم الإشارة إلى بونيني بكونه أحد أبنائه، والذي كانت تتم عبادته في العصر البابلي القديم في سيبار وأوروك. وفي العصور اللاحقة تم عبادته في آشور.

## الأسطورة
آمن السومريون أن أوتو، عندما يذهب برحلة في السماء، كان يرى كل ما يحدث في العالم. كان يتولى، إلى جانب أخته إنانا، مسؤولية فرض العدالة الإلهية. اعتُقد أن أوتو يتجول خلال الليل في العالم السفلي أثناء رحلته نحو الشرق استعدادًا لشروق الشمس، وثمة أثر أدبي سومري يتحدث عن أوتو وهو ينير العالم السفلي ويقيم العدالة هناك، وتنص ترنيمة شمش رقم 31 على أن أوتو يقوم مقام قاضٍ يحكم على الموتى في العالم السفلي إلى جانب مالكو وكوسو (بالإنجليزية: malku, kusu)‏ والأنوناكي. وفي طريقه عبر العالم السفلي، اعتُقد أن أوتو يمر عبر حديقة إله الشمس، التي تحتوي أشجارًا تحمل أحجارًا كريمة بدلًا عن الثمار.
اعتُقد أن أوتو يلعب دورًا فعالًا في شؤون البشر، وأنه يساعد من يمرون بضائقة. في إحدى أول مرات ظهوره في الأدب، ضمن أسطورة إيتانا، التي كُتبت قبل غزو سرجون الأكادي (نحو 2334-2284 ق.م.)، يتوسل البطل إيتانا إلى الإله أوتو كي يساعد زوجته على الحمل بطفل. وفي قصيدة «حلم دوموزيد» السومرية، يتدخل أوتو كي ينقذ دوموزيد زوج إنانا من عفاريت غالو الذين يطاردونه. وفي أسطورة الطوفان السومرية، يظهر أوتو بعد أن تبدأ مياه الطوفان بالانحسار، مما يجعل زيوسودرا –بطل القصة- يفتح نافذة في قاربه ويخر ساجدًا أمامه، ثم يضحي زيوسودرا بخروف وثور قربانًا لأوتو لقاء تخليصه من الأذى.
في قائمة ملوك سومر، يوصف أحد أوائل ملوك أوروك بأنه «ابن أوتو»، ويبدو أن أوتو قد قام مقام حامٍ خاص لعدد من آخر ملوك تلك المدينة. في قصيدة «جلجامش وخومبابا» السومرية، يطلب البطل جلجامش من أوتو أن يساعده في رحلته إلى غابة الأرز. في هذه القصة، يطلب جلجامش مساعدة أوتو لأن أوتو على صلة بجبل الأرز، الذي يُشار إلى موضعه في الشرق القصي، الأرض التي تشرق منها الشمس. يتردد أوتو في تقديم المساعدة بداية الأمر، ولكن بعد أن يشرح له جلجامش أنه مقدم على هذا لأنه ينوي تخليد اسمه بسبب يقينه بموته في نهاية المطاف، يوافق أوتو. عندما يصل جلجامش إلى جبل الأرز، يساعده أوتو على قهر الغول خومبابا الذي يعيش هناك.
في الرواية البابلية النموذجية لـ«ملحمة جلجامش»، تظل خطة جلجامش لزيارة جبل الأرز فكرتَه هو، ويذهب إلى شمش طلبًا للمساعدة. في هذه النسخة، يُذكر صراحة أن جبل الأرز يقع في الشمال الغربي، في لبنان، ويساعد شمش جلجامش على هزيمة خومبابا. يقترح جيفري إتش. تيغاي أن ارتباط لوغال باندا بإله الشمس في النسخة البابلية القديمة من الملحمة يعزز «الانطباع بأنه في مرحلة معينة من تاريخ التراث، كان البعض يتوسلون إلى إله الشمس أيضًا بوصفه من أجدادهم». وفي النسخة السومرية، تكون مهمة جلجامش الأولية هي زيارة جبل الأرز، ولا يكون خومبابا أكثر من عقبة يواجهها جلجامش وإنكيدو حالما يصلان إلى هناك، لكن النسخة البابلية تجعل من هزيمة خومبابا المهمة الأولية التي يخوضها البطلان. في نسخة متأخرة من قصة جلجامش، يصبح شمش هو المحرض للمهمة، الذي يوجه جلجامش للذهاب من أجل ذبح خومبابا من الأساس. ويصف تيغاي ذلك بأنه «التطور المنطقي الأخير لدور [شمش]».